# Neurey-lès-la-Demie
Neurey-lès-la-Demie település Franciaországban, Haute-Saône megyében. Lakosainak száma 352 fő (2022. január 1.). Neurey-lès-la-Demie Quincey, Dampierre-sur-Linotte, La Demie, Filain, Vallerois-Lorioz és Villers-le-Sec községekkel határos.

## Népesség
A település népességének változása:
| Lakosok száma | 340  | 333  | 342  | 328  | 335  | 341  | 348  | 351  | 352  |
|               | 2013 | 2015 | 2016 | 2017 | 2018 | 2019 | 2020 | 2021 | 2022 |